# Proscopia rondoni
Proscopia rondoni är en insektsart som beskrevs av Mello-Leitão 1939. Proscopia rondoni ingår i släktet Proscopia och familjen Proscopiidae. Inga underarter finns listade i Catalogue of Life.